# Chặng đua MotoGP Úc 2022
Chặng đua MotoGP Úc 2022 là chặng đua thứ 18 của mùa giải đua xe MotoGP 2022. Chặng đua diễn ra từ ngày 14/10/2022 đến ngày 16/10/2022 ở trường đua Phillip Island, Úc. Tay đua giành chiến thắng thể thức MotoGP là Alex Rins của đội đua Suzuki.

## Kết quả phân hạng thể thức MotoGP
| Fastest session lap |

| Stt                | Số xe | Tay đua               | Xe      | Kết quả      | Kết quả  | Xuất phát | Hàng xuất phát |
| Stt                | Số xe | Tay đua               | Xe      | Q1           | Q2       | Xuất phát | Hàng xuất phát |
| ------------------ | ----- | --------------------- | ------- | ------------ | -------- | --------- | -------------- |
| 1                  | 89    | Jorge Martín          | Ducati  | Vào thẳng Q2 | 1:27.767 | 1         | 1              |
| 2                  | 93    | Marc Márquez          | Honda   | Vào thẳng Q2 | 1:27.780 | 2         | 1              |
| 3                  | 63    | Francesco Bagnaia     | Ducati  | Vào thẳng Q2 | 1:27.953 | 3         | 1              |
| 4                  | 41    | Aleix Espargaró       | Aprilia | Vào thẳng Q2 | 1:27.957 | 4         | 2              |
| 5                  | 20    | Fabio Quartararo      | Yamaha  | Vào thẳng Q2 | 1:27.973 | 5         | 2              |
| 6                  | 5     | Johann Zarco          | Ducati  | 1:28.132     | 1:28.007 | 6         | 2              |
| 7                  | 10    | Luca Marini           | Ducati  | Vào thẳng Q2 | 1:28.029 | 7         | 3              |
| 8                  | 43    | Jack Miller           | Ducati  | Vào thẳng Q2 | 1:28.116 | 8         | 3              |
| 9                  | 72    | Marco Bezzecchi       | Ducati  | Vào thẳng Q2 | 1:28.185 | 9         | 3              |
| 10                 | 42    | Álex Rins             | Suzuki  | 1:28.347     | 1:28.541 | 10        | 4              |
| 11                 | 73    | Álex Márquez          | Honda   | Vào thẳng Q2 | 1:28.733 | 11        | 4              |
| 12                 | 12    | Maverick Viñales      | Aprilia | Vào thẳng Q2 | 1:28.765 | 12        | 4              |
| 13                 | 23    | Enea Bastianini       | Ducati  | 1:28.385     | N/A      | 13        | 5              |
| 14                 | 44    | Pol Espargaró         | Honda   | 1:28.392     | N/A      | 14        | 5              |
| 15                 | 36    | Joan Mir              | Suzuki  | 1:28.492     | N/A      | 15        | 5              |
| 16                 | 33    | Brad Binder           | KTM     | 1:28.652     | N/A      | 16        | 6              |
| 17                 | 35    | Cal Crutchlow         | Yamaha  | 1:28.677     | N/A      | 17        | 6              |
| 18                 | 40    | Darryn Binder         | Yamaha  | 1:28.760     | N/A      | 18        | 6              |
| 19                 | 87    | Remy Gardner          | KTM     | 1:28.820     | N/A      | 19        | 7              |
| 20                 | 49    | Fabio Di Giannantonio | Ducati  | 1:28.830     | N/A      | 20        | 7              |
| 21                 | 88    | Miguel Oliveira       | KTM     | 1:28.859     | N/A      | 21        | 7              |
| 22                 | 25    | Raúl Fernández        | KTM     | 1:28.966     | N/A      | 22        | 8              |
| 23                 | 21    | Franco Morbidelli     | Yamaha  | 1:29.146     | N/A      | 23        | 8              |
| 24                 | 45    | Tetsuta Nagashima     | Honda   | 1:29.624     | N/A      | 24        | 8              |
| Kết quả chính thức |       |                       |         |              |          |           |                |

## Kết quả đua chính thể thức MotoGP
| Stt                                                    | Số xe | Tay đua               | Đội đua                      | Xe      | Lap | Kết quả   | Xuất phát | Điểm |
| ------------------------------------------------------ | ----- | --------------------- | ---------------------------- | ------- | --- | --------- | --------- | ---- |
| 1                                                      | 42    | Álex Rins             | Team Suzuki Ecstar           | Suzuki  | 27  | 40:50.654 | 10        | 25   |
| 2                                                      | 93    | Marc Márquez          | Repsol Honda Team            | Honda   | 27  | +0.186    | 2         | 20   |
| 3                                                      | 63    | Francesco Bagnaia     | Ducati Lenovo Team           | Ducati  | 27  | +0.224    | 3         | 16   |
| 4                                                      | 72    | Marco Bezzecchi       | Mooney VR46 Racing Team      | Ducati  | 27  | +0.534    | 9         | 13   |
| 5                                                      | 23    | Enea Bastianini       | Gresini Racing MotoGP        | Ducati  | 27  | +0.557    | 13        | 11   |
| 6                                                      | 10    | Luca Marini           | Mooney VR46 Racing Team      | Ducati  | 27  | +0.688    | 7         | 10   |
| 7                                                      | 89    | Jorge Martín          | Prima Pramac Racing          | Ducati  | 27  | +0.884    | 1         | 9    |
| 8                                                      | 5     | Johann Zarco          | Prima Pramac Racing          | Ducati  | 27  | +3.141    | 6         | 8    |
| 9                                                      | 41    | Aleix Espargaró       | Aprilia Racing               | Aprilia | 27  | +4.548    | 4         | 7    |
| 10                                                     | 33    | Brad Binder           | Red Bull KTM Factory Racing  | KTM     | 27  | +5.940    | 16        | 6    |
| 11                                                     | 44    | Pol Espargaró         | Repsol Honda Team            | Honda   | 27  | +11.048   | 14        | 5    |
| 12                                                     | 88    | Miguel Oliveira       | Red Bull KTM Factory Racing  | KTM     | 27  | +13.606   | 21        | 4    |
| 13                                                     | 35    | Cal Crutchlow         | WithU Yamaha RNF MotoGP Team | Yamaha  | 27  | +13.890   | 17        | 3    |
| 14                                                     | 40    | Darryn Binder         | WithU Yamaha RNF MotoGP Team | Yamaha  | 27  | +14.526   | 18        | 2    |
| 15                                                     | 87    | Remy Gardner          | Tech3 KTM Factory Racing     | KTM     | 27  | +19.470   | 19        | 1    |
| 16                                                     | 25    | Raúl Fernández        | Tech3 KTM Factory Racing     | KTM     | 27  | +20.645   | 22        |      |
| 17                                                     | 12    | Maverick Viñales      | Aprilia Racing               | Aprilia | 27  | +22.167   | 12        |      |
| 18                                                     | 36    | Joan Mir              | Team Suzuki Ecstar           | Suzuki  | 27  | +23.489   | 15        |      |
| 19                                                     | 45    | Tetsuta Nagashima     | LCR Honda Idemitsu           | Honda   | 27  | +39.618   | 24        |      |
| 20                                                     | 49    | Fabio Di Giannantonio | Gresini Racing MotoGP        | Ducati  | 27  | +39.633   | 20        |      |
| Ret                                                    | 21    | Franco Morbidelli     | Monster Energy Yamaha MotoGP | Yamaha  | 21  | Tai nạn   | 23        |      |
| Ret                                                    | 20    | Fabio Quartararo      | Monster Energy Yamaha MotoGP | Yamaha  | 10  | Tai nạn   | 5         |      |
| Ret                                                    | 43    | Jack Miller           | Ducati Lenovo Team           | Ducati  | 8   | Va chạm   | 8         |      |
| Ret                                                    | 73    | Álex Márquez          | LCR Honda Castrol            | Honda   | 8   | Va chạm   | 11        |      |
| Fastest lap: Johann Zarco (Ducati) – 1:29.622 (lap 13) |       |                       |                              |         |     |           |           |      |
| Kết quả chính thức                                     |       |                       |                              |         |     |           |           |      |

## Bảng xếp hạng sau chặng đua
| +/– | Stt | Tay đua           | Điểm |
| --- | --- | ----------------- | ---- |
| 1   | 1   | Francesco Bagnaia | 233  |
| 1   | 2   | Fabio Quartararo  | 219  |
|     | 3   | Aleix Espargaró   | 206  |
|     | 4   | Enea Bastianini   | 191  |
|     | 5   | Jack Miller       | 179  |

|  | Stt | Xưởng đua | Điểm |
|  | --- | --------- | ---- |
|  | 1   | Ducati    | 407  |
|  | 2   | Aprilia   | 242  |
|  | 3   | Yamaha    | 227  |
|  | 4   | KTM       | 212  |
|  | 5   | Suzuki    | 163  |

|  | Stt | Đội đua                      | Điểm |
|  | --- | ---------------------------- | ---- |
|  | 1   | Ducati Lenovo Team           | 412  |
|  | 2   | Aprilia Racing               | 328  |
|  | 3   | Red Bull KTM Factory Racing  | 295  |
|  | 4   | Prima Pramac Racing          | 295  |
|  | 5   | Monster Energy Yamaha MotoGP | 250  |